# Wahlenbergia akaroa
Wahlenbergia akaroa là loài thực vật có hoa trong họ Hoa chuông. Loài này được J.A.Petterson miêu tả khoa học đầu tiên năm 1997.